# Yacimiento icnológico de Losilla
El yacimiento icnológico de Losilla corresponde al Jurásico Superior (Facies Pürbeck) y está situado en el término municipal de Alpuente (Provincia de Valencia, España).

## Descripción
Se reconocen hasta 72 estructuras subcirculares de considerable profundidad, que podrían corresponder con marcas de pisadas de grandes dinosaurios. Se trataría de subimpresiones mal definidas, no de impresiones directas, aunque tampoco se puede descartar que correspondan a estructuras de disolución del techo del estrato.

## Estado de conservación
- Sustrato: las estructuras circulares que podrían ser asimiladas a icnitas de vertebrados se encuentran sobre rocas calizas coherentes, sin peligro de arenización o fragmentación.

La meteorización química del agua sobre la caliza ha producido la dilatación y expansión de fracturas y grietas, y el consiguiente borrado de algunas huellas.
- Icnitas: las estructuras circulares retienen el agua de precipitación y escorrentía superficial, con lo que se ha producido la disolución de las oquedades originales, haciendo muy difícil su interpretación.